# (441) Bathilde
Pour les articles homonymes, voir Bathilde (homonymie).
(441) Bathilde est un astéroïde de la ceinture principale découvert par Auguste Charlois le 8 décembre 1898.

## Compléments